# Vlatka
Vlatka ist ein weiblicher Vorname.

## Herkunft und Bedeutung
Der Name wird vor allem im Kroatischen verwendet und ist eine Verkleinerungsform von Vladimira.

## Bekannte Namensträgerinnen
- Vlatka Oršanić (* 1958), Opernsängerin